# Sint-Vincentiuskerk (Evere)
De Sint-Vincentiuskerk (Frans: Église Saint-Vincent) is een rooms-katholiek kerkgebouw te Evere, gelegen aan Sint-Vincentiusstraat 1.

## Geschiedenis
Reeds in 1120 was er sprake van een bedehuis, daar een document meedeelt dat het patronaatsrecht van het altaar te Everna (Evere) door de Bisschop van Kamerijk geschonken werd aan het kapittel van Zinnik, verbonden aan de Sint-Vincentiuskerk aldaar. De parochie werd voor het eerst genoemd in een document van 1247 en het kerkgebouw in een document van 1527, toen een nieuw koor werd aangebouwd.
De kerk heeft te lijden gehad van de Beeldenstorm tussen 1578 en 1585, en daarbij werd ook de kerk beschadigd. Pas in 1602 kreeg de kerk weer een nieuw dak. In 1705 werd de kerk vergroot van een eenbeukige naar een driebeukige kerk. Architect was Edige Vanden Eynde. In 1742 werd de school naast de kerk afgebroken en werd een kleine doopkapel aangebouwd. In 1845-1846 werd de kerk nog vergroot. Het kerkhof rond de kerk werd op het einde van de XIXe eeuw verwijderd, enkele grafstenen blijven nog tegen de muren over, onder andere degene van Jean De Guchteneere. De pastorie werd tijdens de Tweede Wereldoorlog (mei 1944) verwoest en de kerk licht beschadigd. Direct na de Bevrijding werd de kerk gerestaureerd.

## Gebouw
De kerk is opgetrokken in de witte zandsteen die in plaatselijke groeven werd gewonnen. Het betreft een eenvoudige driebeukige kerk in classicistische stijl. De ingebouwde toren is veel ouder. Ze zal omstreeks 1200 gebouwd zijn, in elk geval tussen 1125 en 1250. Het is een vierkante toren, gedekt door een tentdak. Het gebouw staat op een hoogte die eertijds uitzicht bood over de Zenne.

## Interieur
De kerk bezit diverse kunstschatten, zoals zijaltaren, lambrisering, biectstoel, preekstoel en doksaal, alles van 1674. Er zijn beelden, namelijk Madonna met Kind (16e eeuw), Sint-Vincentius van Zinnik en zijn zonen (17e eeuw). Van de schilderijen kunnen worden genoemd: Verrijzenis van Christus van Hendrick de Clerck (omstreeks 1600), en het altaarstuk: Sint-Vincentius neemt de monnikspij aan, uit de 2e helft van de 16e eeuw. De glazenier Pierre Majerus vervaardigde in 1985 vier glas-in-loodramen, welke de Apocalyps verbeelden.
Het orgel dateert van 1872 en werd gebouwd door Joseph Merklin van de firma Merklin-Schütze. Pierre Schyven, die later het kathedraalorgel van Antwerpen zou bouwen, had de leiding over diens atelier in die tijd en had mogelijk een groot aandeel in de bouw ervan, gezien Merklin zelf in dat jaar al naar Parijs getrokken was om er een dochterfirma op te richten. Het orgel is in praktisch originele staat bewaard gebleven. Het vertoont qua opzet veel gelijkenissen met het grotere orgel van de Onze-Lieve-Vrouwekerk van Laken dat enkele jaren later door dezelfde firma werd gebouwd.
1. ↑   foto's van de grafstenen op Geneanet
2. ↑  Romantisch galerijorgel (Merklin, 1809) - Sint-Vincentiuskerk - Orgels in het Brussels Hoofdstedelijk Gewest. www.orgues.irisnet.be. Geraadpleegd op 14 december 2021.